# Adakasım, Çeltik
Adakasım là một xã thuộc huyện Çeltik, tỉnh Konya, Thổ Nhĩ Kỳ. Dân số thời điểm năm 2011 là 351 người.